# Nicolás Gil Lavedra
Nicolás Gil Lavedra (Buenos Aires; 6 de desembre de 1983) és un director de cinema i guionista argentí.

## Biografia
És fill de l'advocat i jutge del Judici a les Juntes Militars, Ricardo Gil Lavedra. Va dirigir les pel·lícules Identidad perdida i Verdades verdaderas basada en la vida d'Estela de Carlotto. L'octubre del 2014 va filmar el curtmetratge La última carta, on es pot veure el retrobament d'Estela de Carlotto amb el seu net Guido.
En 2014 va ser un dels 30 directors que van realitzar "Malvinas - 30 Miradas. Los cortos de nuestras Islas". El curt es diu Fragmentos i va ser protagonitzat per Rita Cortese.
Al maig del 2015, l'escriptora Claudia Piñeiro va confirmar en una entrevista que Nicolás està treballant en l'adaptació de la seva novel·la Las grietas de Jara.
L'any 2018 estrena Las grietas de Jara protagonitzada per Oscar Martínez, Joaquin Furriel, Soledad Villamil, Santiago Segura, Sara Salamo i Laura Novoa.

## Filmografia
1. Las grietas de Jara - (2018).
2. La última carta - curt (2014).
3. Fragmentos - curt (2014).
4. Verdades verdaderas (2011).
5. Identidad perdida - curt (2005).